# AMD-65突擊步槍
AMD-65 (Automata Módosított Deszant 1965) 是匈牙利生產的AKM仿製型之一，主要配發給當時的車輛人員及傘兵使用。它同時可用作一件步兵武器以應付室外的戰鬥，亦可用作裝甲車輛的火力支援武器。

## 設計
AMD-65發射7.62×39毫米中間型威力槍彈，供彈具有20發、30發和40發彈匣三種可選。為了令武器顯得更緊緻，此槍具有一個向側摺疊的槍托。值得注意的是，其槍管只有12.6吋，這對發射7.62×39毫米口徑槍彈的步槍來說相對的比較短，為了降低後座力和槍口焰，AMD-65的槍口上裝有一個特製的槍口制退器。另外，其護木前端具有一個向前傾斜的前握把，它亦固然能夠降低部份後座力和增加機動性，同時也盡量的減低妨礙射手更換彈匣的問題，但這種設計也使AMD-65的精度比起其他沒有前握把的AK步槍顯得比較差。
AKM-63是AMD-65的全尺寸版本，配備木製固定槍托和全尺寸槍管，前準星也位於標準型AK的位置，不過仍然配備類似AMD-65的金屬護木和前握把。該槍曾是匈牙利人民軍的制式步槍，但後來被AK-63突擊步槍所取代。

## 用戶
除了匈牙利本國採用外，AMD-65也曾大量地外銷到其他國家，外銷對象以第三世界和東方陣營國家居多，部份也有流入一些準軍事組織和恐怖組織手上。而匈牙利本身亦早已生產成本較低的AK-63取代了AMD-65，故AMD-65已不是匈牙利國防軍的前線裝備。
除此之外，由於容易升級改裝以提升性能、在近距離作戰時火力強大和方便補給彈藥等因素，AMD-65也受到一些在阿富汗和伊拉克等戰亂地區工作的私人軍事承包商所青睞。

## 使用國

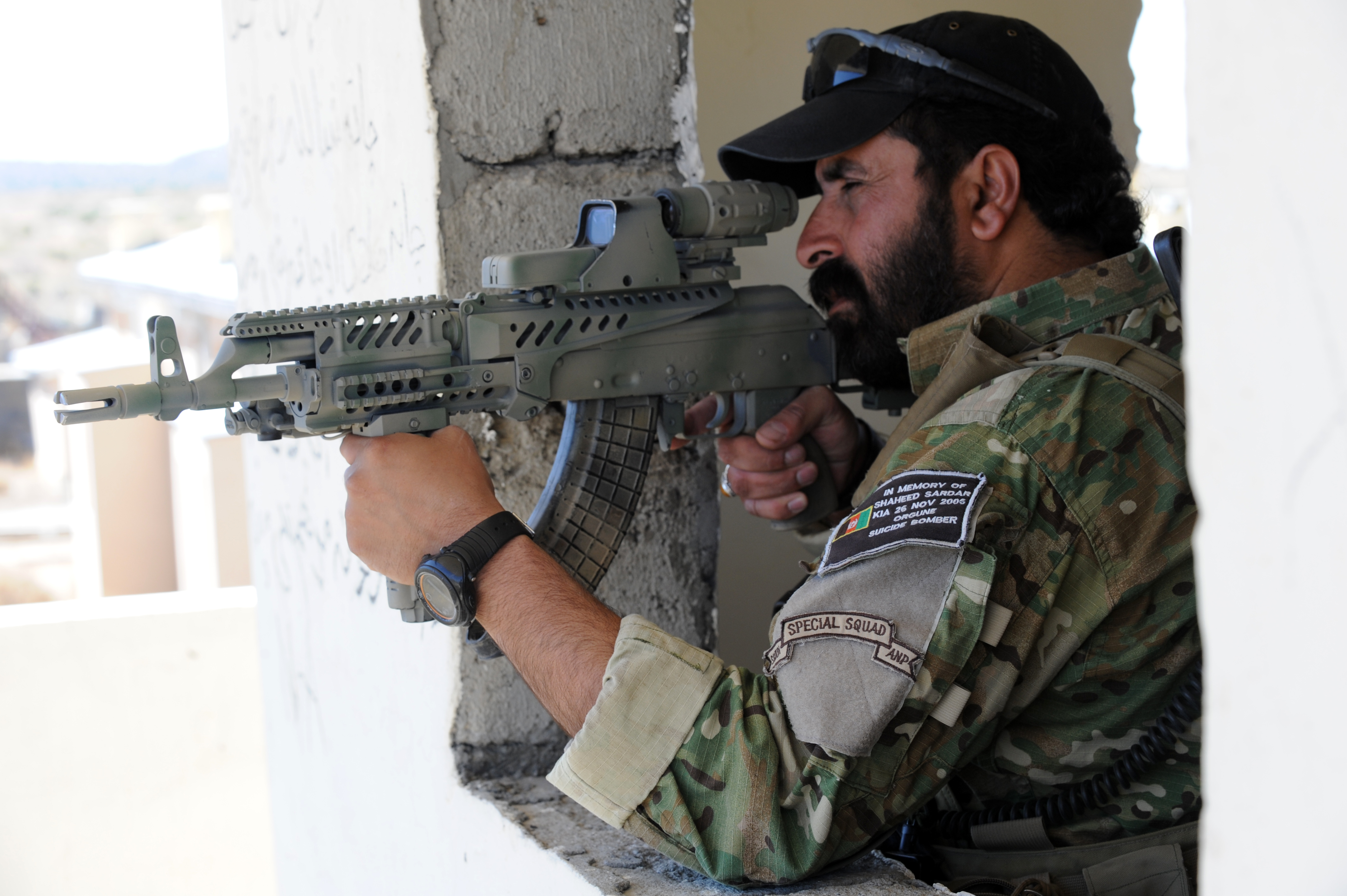
裝備現代化改裝版AMD-65的阿富汗警察

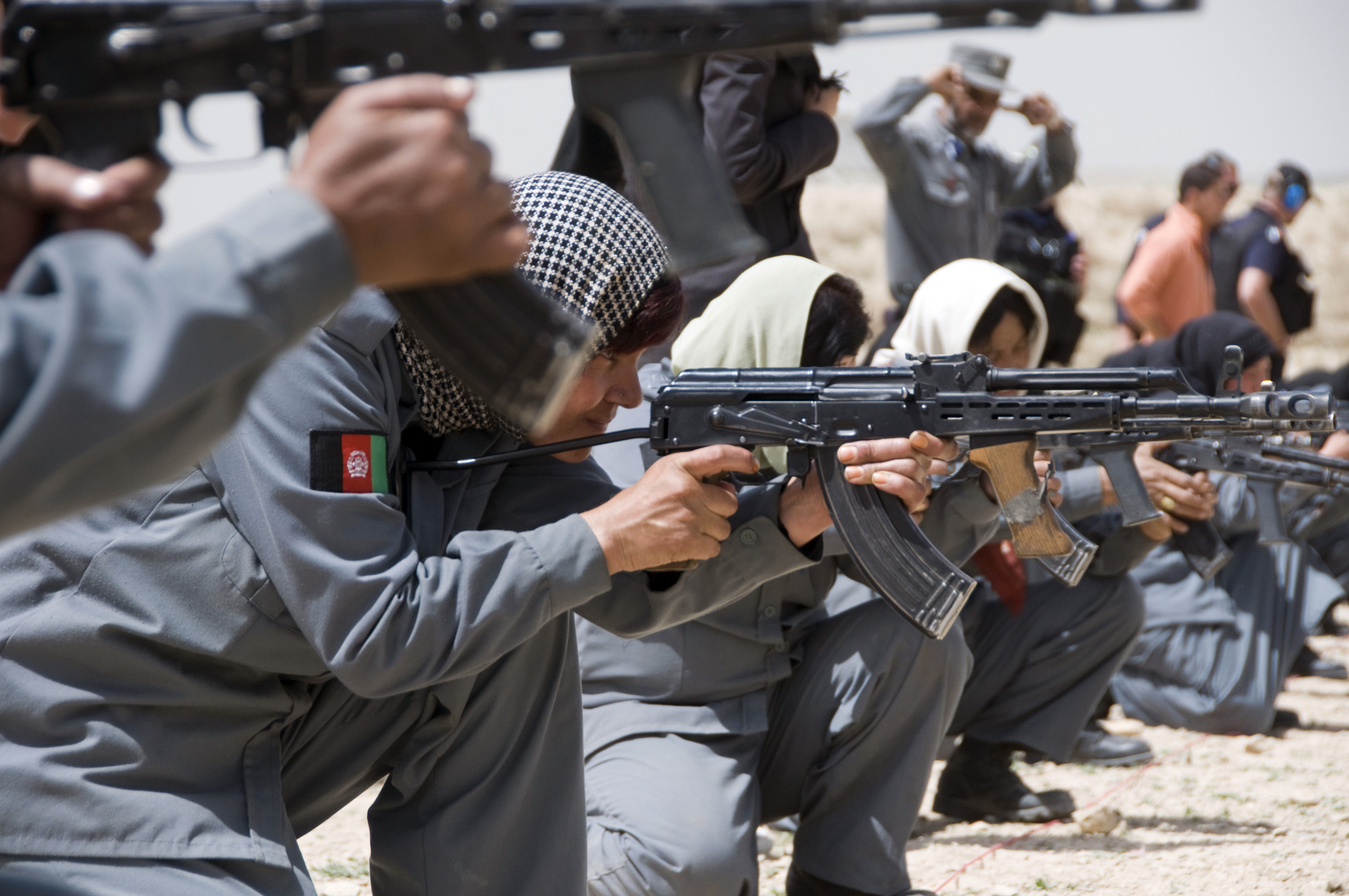
阿富汗女警使用AMD-65

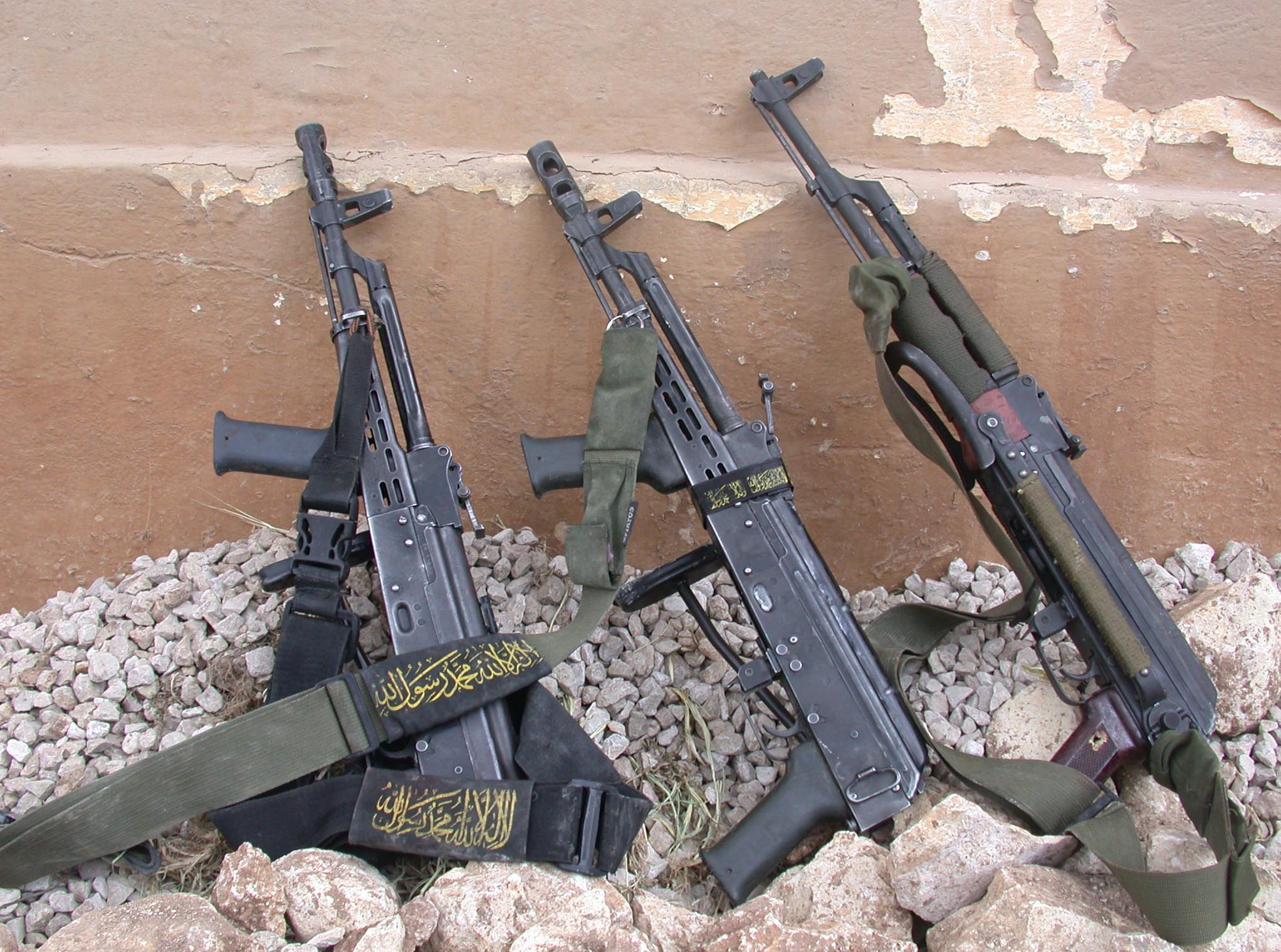
以色列國防軍繳獲的武器，從左邊數起的兩把步槍為AMD-65

- 阿富汗
  - 阿富汗國家警察（英语：Afghan National Police）
- 阿富汗伊斯蘭酋長國
- 安哥拉
- 古巴
- - 喬治亞武裝部隊（庫存中）
- 匈牙利
  - 匈牙利國防軍（目前已退役）
- 黎巴嫩
- 利比亞
- 莫桑比克
- 巴勒斯坦民族權力機構
- 巴拿马
- 卢旺达
- 索馬利蘭
- 苏丹
- 叙利亚
- 乌克兰：俄羅斯入侵烏克蘭期間獲得的軍援物資，來源不詳。
- 越南：越戰期間由匈牙利軍援。
  - 越南人民軍
- 葉門
- 辛巴威

## 另見
- AKM
- AIM
- Zastava M70
- 56式

## 外部連結
- AK網站
- 世界輕兵器（页面存档备份，存于）
- 有關AMD-65的圖片和介紹（页面存档备份，存于）
- AMD-65的歷史（页面存档备份，存于）
- （中文）— （页面存档备份，存于）